# Aliança Liberal (Grècia)
Aliança Liberal (grec Φιλελεύθερη Συμμαχία, Fileleftheri Simmakhia) és un partit polític grec d'ideologia liberal fundat el febrer de 2007, que vol cobrir l'espai polític que hi ha entre el conservador Nova Democràcia i el Moviment Socialista Panhel·lènic (PASOK). El seu cap és Adamantios Korais i el president Fotis Perlikos. A les eleccions legislatives gregues de 2007 va obtenir 7,516 vots (0,11%).